# Tiit Aleksejev
Tiit Aleksejev (ur. 1968) – estoński prozaik i dramaturg. Laureat Europejskiej Nagrody Literackiej.
Jest absolwentem historii na Uniwersytecie w Tartu i byłym dyplomatą (pracował w Paryżu i Brukseli). Zadebiutował opowiadaniem Tartu rahu, za które otrzymał w 1999 nagrodę czasopisma "Looming". Swoją pierwszą powieść, thriller szpiegowski Valge kuningriik wydał w 2006 roku. Została ona nagrodzona Nagrodą im. Betti Alver dla najlepszego debiutu powieściowego.  W 2008 opublikował powieść historyczną Palveränd. Jednak pracę nad nią zaczął już dziesięć lat wcześniej – zbierał informacje i materiały oraz odwiedzał miejsca najważniejszych bitew w Ziemi Świętej. Powieść ta ma stanowić w założeniu pierwszą część trylogii (część druga, Kindel Linn ukazała się w 2011). W 2010 otrzymał za Palveränd Europejską Nagrodę Literacką. Jest też autorem dramatu Leegionärid (2010) rozgrywającego się w czasach II wojny światowej.